# ولد الكرية
يوسف محيوت (مواليد 31 يوليوز 1987، فاس) والمعروف فنيا بولد الكرية «ولد لكًريا» (Weld L'Griya) هو مغني راب مغربي وكاتب كلمات راب معروف بانتقاده اللاذع للنظام في عدد من أغانيه.

## حياته
ولد محيوت بأحد أحياء المدينة القديمة لفاس يوم 31 يوليوز 1987 وترعرع فيها. كبر في وسط فقير وأجواء صعبة أرغمته على التخلي عن الدراسة منذ السنة الثامنة إعدادي. أدى بقاءه في الشارع إلى انتقاله تدريجيا لعالم الإجرام حيث بدأ التعاطي للمخدرات والإتجار فيها. في استجواب معه، أكد ولد لكًريا أنه دخل السجن 28 أو 29 مرة، وهو سبب تسميته ولد لكًريا (التي أعطاها له موظفوا السجن)، إذ أنه ابن للقضبان (لكًريا كلمة مأخودة بالفرنسية بمعنى الشباك أو قضبان السجون).
سنة 2013 تعرف محيوت على فن الراب حيث كان عضوا في مجموعة هاش وورلد قبل أن يبدأ مسيرته كمغن منفرد ابتداءا من سنة 2017 وتبدأ أغانيه في أخد شهرة كبيرة في المغرب حيث شاهدها الملايين عبر قناته على يوتيوب.

## أغانيه
تعرف أغاني ولد لكًريا بانتقادها اللاذع للنظام الحاكم في المغرب، حيت أن اختياره للكلمات جد جريئ. من أشهر أغاني ولد لكًريا التي اشتهرت في المغرب نجد:
- عاش الشعب - بشراكة مع لزعر والكًناوي
- مورلين
- كاماراد
- الجنرال
- مواطن مالادي - النسخة الأولى